# Lipotriches palavanica
Lipotriches palavanica là một loài Hymenoptera trong họ Halictidae. Loài này được Cockerell mô tả khoa học năm 1915.